# Mastkloot

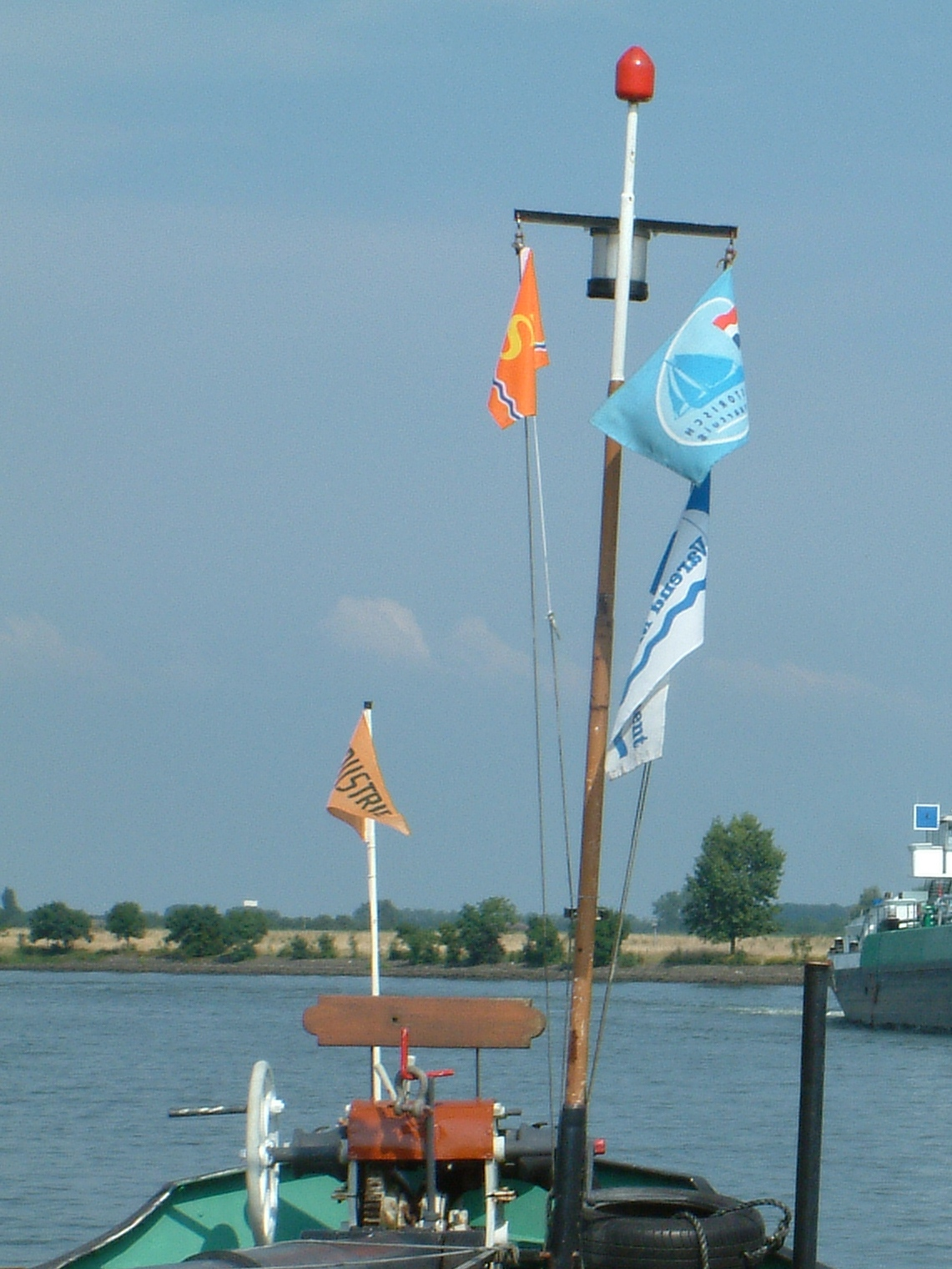
Mastkloot van een varend monument

Een mastkloot is een knop op een mast, als afronding en versiering, veelal rood geschilderd.
Deze kloten worden van oudsher op de houtdraaibank uit hardhout gedraaid met een guts of een stichel. De vorm ervan varieert, hoewel de hiernaast getoonde vorm tegenwoordig het meest voorkomt. Waarschijnlijk omdat de productie geautomatiseerd is. Op oude binnenschepen treft men ook wel vlakke kloten aan, ronde schijven met een diameter van pakweg 20 centimeter, een paar centimeter dik, waarvan de rand halfrond is. Een soortgelijke vorm komt nog veel voor bij vlaggenmasten.
De meeste kloten zijn voorzien van een as met schijf om er een vlaggenlijn doorheen te kunnen halen. 
Aan de vorm van de mastkloot is het land van herkomst van het schip te zien. Zo is de hier afgebeelde kloot de Nederlandse uitvoering. Duitse schepen hebben de hierboven omschreven platte kloot en van Engelse schepen heeft de kloot een ronde vorm.